# التسلسل الزمني لتاريخ أفغانستان
هذا تسلسل زمني للتاريخ أفغانستان، التي تضم التغييرات القانونية والإقليمية الهامة والأحداث السياسية في أفغانستان والدول سابقتها. لقراءة عن خلفية هذه الأحداث، انظر تاريخ أفغانستان. انظر أيضا قائمة من قادة أفغانستان وقائمة لسنوات في أفغانستان.
هذه قائمة غير كاملة، والتي قد لا تكون قادرة على تلبية معايير معينة للتأكد من اكتمالها. يمكنك المساعدة من خلال توسيع ذلك مع مقالات من مصادر موثوق بها.

## القرن 18
| السنة     | التاريخ   | حدث |
| --------- | --------- | --- |
| 1709      | 21 أبريل  | مرويس هوتاك، مؤثرة الأفغاني الزعيم القبلي، حصلت على استقلالها في قندهار بعد ثورة ناجحة ضد الفارسي سلالة الصفويين. |
| 1709-1713 |           | أرسلت الحكومة الفارسي جيشين كبيرة لاستعادة مقاطعة قندهار لكنها عانت الهزيمة من قبل الأفغان.                       |
| 1715      | نوفمبر    | توفي مرويس لسبب طبيعي وشقيقه عبد العزيز ورثت العرش حتى قتل على يد محمود هوتاكي، ابن مرويس.                        |
| 1722      |           | معركة Gulnabad: بقيادة محمود، و الجيش الأفغاني استولت على عاصمة الصفويين اصفهان وأعلن محمد شاه من بلاد فارس.      |
| 1725      | 22 أبريل  | اغتيل محمود من قبل ابن عمه أشرف، ابن عبد العزيز، وخلفه في شاهبلاد فارس.                                           |
| 1729      | 29 سبتمبر | معركة Damghan (1729): قوات Afsharid بقيادة نادر شاه هزم أشرف وقواته.                                              |
| 1738      |           | غزت ودمرت نادر قندهار، وأعاد العبدلي البشتون العرقية على الساحة السياسية.                                         |
| 1747      | 19 يونيو  | أحمد شاه دوراني من العبدلي البشتون أعلنت الكونفدرالية إنشاء الأفغانية المستقلة، وعاصمتها في قندهار.               |

## القرن 19
| السنة | التاريخ                                | حدث |
| ----- | -------------------------------------- | --- |
| 1809  |                                        | شجاع شاه دوراني وقع معاهدة تحالف مع المملكة المتحدة. |
| 1826  |                                        | دوست محمد خان تولى العرش في كابول، حيث أعلن نفسه الأمير. |
| 1839  | مارس                                   | الحرب الأنجلو ألأفغانية الأولى: البريطانية قوة التدخل السريع القبض على كويتا.                                                                                      |
| 1839  | أغسطس                                  | الحرب الأنجلو ألأفغانية الأولى: شجاع أعيد إلى العرش. |
| 1841  | نوفمبر                                 | أول حرب الأنجلو ألأفغانية: الغوغاء قتل البريطانية مبعوثا إلى أفغانستان.                                                                                            |
| 1842  | يناير                                  | مذبحة الجيش في إلفينستون: تراجع البريطانية تم ذبح قوة من ستة عشر ألف من قبل الأفغان.                                                                               |
| 1857  |                                        | أعلنت الحرب على أفغانستان بلاد فارس. |
| 1857  | القوات الأفغانية إعادة القبض على هرات. | |
| 1878  | يناير                                  | الحرب الأنجلو ألأفغانية الثانية: رفض أفغانستان البريطانية البعثة الدبلوماسية، إثارة الحرب الأنجلو أفغانية الثانية.                                                 |
| 1879  | مايو                                   | الثانية الحرب الأنجلو ألأفغانية: لمنع البريطانية احتلال جزء كبير من البلاد، تنازلت الحكومة الأفغانية الكثير من القوة إلى الأمم المتحدة المملكة في معاهدة Gandamak. |
| 1880  | 22 يوليو                               | عبد الرحمن خان تم الاعتراف رسميا باسم الأمير من أفغانستان. |
| 1893  | 12 نوفمبر                              | عبد الرحمن وراج البريطاني ممثل مورتيمر دوراند توقيع اتفاقية تأسيس خط دوراند.                                                                                       |

## القرن 20
| السنة | التاريخ                                        | حدث |
| ----- | ---------------------------------------------- | --- |
| 1901  | 1 أكتوبر                                       | حبيب الله خان، ابن عبد الرحمن، أصبح أمير أفغانستان. |
| 1901  | 20 فبراير 1909                                 | حبيب الله اغتيل. ابن أمان الله خان أعلن نفسه ملكا على أفغانستان. |
| 1919  | مايو                                           | الحرب الأنجلو ألأفغانية الثالثة: أمان الله أدى هجوم مباغت ضد البريطانية. |
| 1919  | 19 أغسطس                                       | وزير الخارجية الأفغاني محمود ترزي التفاوض على معاهدة روالبندي مع بريطانيا في روالبندي. |
| 1929  |                                                | أمان الله أجبر على التنازل عن العرش لصالح حبيب الله خان في مواجهة انتفاضة شعبية. |
| 1929  | العام السابق محمد نادر شاه سيطر على أفغانستان. | |
| 1933  | 8 نوفمبر                                       | محمد نادرشاه اغتيل. ثم ابنه، محمد ظاهر شاه، أعلن الملك. |
| 1964  |                                                | تم التصديق على دستور جديد الذي أسس هيئة تشريعية ديمقراطية. |
| 1965  | 1 يناير                                        | ماركسي حزب الشعب الديمقراطي لأفغانستان (PDPA) عقد مؤتمره الأول. |
| 1973  | 17 يوليو                                       | محمد داود خان يعلن نفسه رئيسا في انقلاب ضد الملك، محمد ظاهر شاه. |
| 1978  | 28 أبريل                                       | ساور الثورة: وحدات عسكرية موالية للطرف PDPA بالاعتداء على القصر الرئاسي الأفغاني، مما أسفر عن مقتل الرئيس محمد داود خان وأسرته. |
| 1978  | 1 مايو                                         | ساور الثورة: PDPA المثبتة زعيمها، نور محمد ترقي، رئيسا لأفغانستان. |
| 1978  | تموز                                           | بدأت تمردا ضد الحكومة الأفغانية الجديدة مع انتفاضة في مقاطعة نورستان. |
| 1978  | 5 ديسمبر                                       | تم التوقيع على المعاهدة التي سمحت بنشر الاتحاد السوفيتي العسكرية بناء على طلب الحكومة الأفغانية. |
| 1979  | 14 سبتمبر                                      | ترقي اغتيل على يد مؤيدي رئيس الوزراء حفيظ الله أمين. |
| 1979  | 24 ديسمبر                                      | الحرب السوفيتية في أفغانستان: خوفا من انهيار أمين النظام، والاتحاد السوفيتي بغزو أفغانستان الجيش. |
| 1979  | 27 ديسمبر                                      | عملية عاصفة-333: الاتحاد السوفيتي القوات المحتلة المباني الحكومية والعسكرية وسائل الإعلام الرئيسية في كابول، بما في ذلك Tajbeg قصر، وأعدم رئيس الوزراء حفيظ اللهأمين.                                                               |
| 1988  | 14 أبريل                                       | بداية الحرب السوفيتية في أفغانستان: إن الاتحاد السوفيتي وقعت الحكومة اتفاقيات جنيف، والذي تضمن جدولا زمنيا لسحب القوات المسلحة. |
| 1989  | 15 فبراير                                      | نهاية الحرب السوفيتية في أفغانستان: الاتحاد السوفيتي غادرت القوات من أفغانستان. |
| 1992  | 24 أبريل                                       | الحرب الأهلية في أفغانستان (1989-1992): وقعت الأحزاب السياسية الأفغانية اتفاق بيشاور الذي أنشأ دولة أفغانستان الإسلامية ونصبت صبغة الله مجددي رئيسه المؤقت.                                                                         |
| 1992  | 24 أبريل                                       | قلب الدين حكمتيار Hezbi الإسلامي، بدعم من الجوار باكستان، بدأ القصف الهائل ضد الدولة الإسلامية في العاصمة كابول. |
| 1992  | 28 يونيو                                       | النحو المتفق عليه في اتفاق بيشاور، جاميات-E الإسلامي زعيم برهان الدين رباني تولى منصب الرئيس. |
| 1993  | يناير                                          | غير صلاحية معاهدة خط دوراند، ومن المفترض أن تعاد جميع الأراضي الأفغان لكن باكستان ترفض. |
| 1994  | أغسطس                                          | بحكومة طالبان بدأت لتشكيل في قرية صغيرة بين لاشكار جاه وقندهار. |
| 1995  | يناير                                          | لطالبان، مع باكستان أنا سند، بدأت حملة عسكرية ضد دولة أفغانستان الإسلامية وعاصمتها كابول. |
| 1995  | 13 مارس                                        | طالبان، تعذيب وقتل عبد العلي مزاري زعيم الهزارة الناس. |
| 1996  | 26 سبتمبر                                      | الحرب الأهلية في أفغانستان (1996-2001): ان القوات تراجعت الدولة الإسلامية إلى شمال أفغانستان. |
| 1996  | 27 سبتمبر                                      | الحرب الأهلية في أفغانستان (1996-2001): غزا طالبان على كابول وأعلن تأسيس إمارة أفغانستان الإسلامية. الرئيس السابق محمد نجيب الله، الذين كانوا يعيشون تحت الأمم المتحدة حماية في كابول، تعرض للتعذيب، مخصي والتي تنفذها قوات طالبان. |
| 1998  | أغسطس                                          | الحرب الأهلية في أفغانستان (1996-2001): إن طالبان القبض على مزار الشريف، مما اضطر عبد الرشيد دوستم إلى المنفى. |
| 1998  | 20 أغسطس                                       | ضربات صواريخ كروز على أفغانستان والسودان (أغسطس 1998): أطلقت صواريخ كروز من قبل الولايات المتحدة البحرية إلى أربعة لتدريب المتشددين مخيمات في إمارة أفغانستان الإسلامية.                                                            |

## القرن 21
| السنة | التريخ    | حدث |
| ----- | --------- | --- |
| 2001  | 9 سبتمبر  | زعيم المقاومة أحمد شاه مسعود قتل في هجوم انتحاري من قبل اثنين من العرب الذين متنكرا في زي صحفيين الأنباء الفرنسية.                                                                                   |
| 2001  | 20 سبتمبر | بعد هجمات 11 سبتمبر في الولايات المتحدة، الولايات المتحدة الرئيس جورج دبليو بوش طالب حكومة طالبان تسليم تنظيم القاعدة رئيس أسامة بن لادن وإغلاق جميع معسكرات التدريب الإرهابية في البلاد.            |
| 2001  | 21 سبتمبر | رفضت طالبان بوش انذارا لعدم وجود أدلة تربط بن لادن لهجمات 9/11. |
| 2001  | 7 أكتوبر  | عملية الحرية الدائمة: إن الولايات المتحدة والمملكة المتحدة بدأ حملة القصف الجوي ضد تنظيم القاعدة وحركة طالبان.                                                                                       |
| 2001  | 5 ديسمبر  | مجلس الأمن التابع للأمم المتحدة أذن إنشاء قوة المساعدة الأمنية الدولية (ايساف) للمساعدة في الحفاظ على الأمن في أفغانستان ومساعدة إدارة كرزاي .                                                       |
| 2001  | 20 ديسمبر | المؤتمر الدولي حول أفغانستان في ألمانيا: حامد كرزاي اختيار رئيسا للالإدارة الأفغانية المؤقتة. |
| 2002  | يوليو     | 2002 اللويا جيرغا: تعيين حامد كرزاي رئيسا للالإدارة الانتقالية الأفغانية في كابول وأفغانستان. |
| 2003  | 14 ديسمبر | 2003 اللويا جيرغا: A-502 مندوب اللويا جيرغا عقد للنظر في جديدة الدستور الأفغاني. |
| 2004  | 9 أكتوبر  | حامد كرزاي انتخب رئيس جمهورية أفغانستان الإسلامية بعد فوزه في الانتخابات الرئاسية الأفغانية. |
| 2005  |           | تمرد طالبان: وبدأ التمرد بعد باكستان أنا قرار حول محطة 80,000 جندي بجانب مسامية خط دوراند الحدود مع أفغانستان.                                                                                       |
| 2006  | 1 مارس    | بوش وزار زوجة أفغانستان لافتتاح تجديده سفارة الولايات المتحدة في كابول. |
| 2007  | 13 مايو   | أفغانستان وباكستان المناوشات: بدأت مناوشات مع باكستان. |
| 2010  |           | الرئيس الأمريكي باراك أوباما أرسلت 33,000 جندي أمريكي إضافي إلى أفغانستان، مع مجموع القوات الدولية تصل إلى 150,000.                                                                                  |
| 2011  |           | بعد موت أسامة بن لادن في باكستان، تم اغتيال العديد من المسؤولين الافغان ارتفاع الشخصي، بما في ذلك وكان من بينهم محمد داود داود، أحمد والي كرزاي، جان محمد خان، غلام حيدر حميدي، و برهان الدين رباني. |
| 2011  |           | الجبهة الوطنية أفغانستان تم إنشاؤها بواسطة الزعيم الطاجيكي أحمد ضياء مسعود، الهزارة زعيم محمد محقق والقائد الأوزبكي عبد الرشيد دوستم.                                                                |